# Albert-Paul-Joseph Azan
Albert-Paul-Joseph Azan, francoski general, * 19. maj 1885, † 19. april 1950.